# Африка Спортс (Абіджан)
Футбольний клуб «Африка Спортс Абіджан» (фр. Africa Sports d'Abidjan) — івуарійський професійний футбольний клуб, який базується в місті Абіджан. Клуб заснований у 1947 році, та проводить домашні матчі на стадіоні «Стад Робер Шампруа» місткістю 10 тисяч глядачів. «Африка Спортс» грає в Лізі 2 Кот-д'Івуару, другому футбольному дивізіоні країни, після вибуття з Ліги 1 за підсумками сезону 2020—2021 років. «Африка Спортс» є одним із найбільш титулованих клубів Кот-д'Івуару, клуб 18 разів ставав чемпіоном країни, та 21 раз вигравав Кубок Кот-д'Івуару, клуб також двічі вигравав Кубок володарів кубків КАФ, та один раз Суперкубок КАФ.

## Титули і досягнення
- Чемпіон Кот-д'Івуару (18): 1956, 1967, 1968, 1971, 1977, 1978, 1982, 1983, 1985, 1986, 1987, 1988, 1989, 1996, 1999, 2007, 2008, 2011
- Володар Кубка Кот-д'Івуару (21): 1953, 1954, 1956, 1958, 1961, 1962, 1964, 1977, 1978, 1979, 1981, 1982, 1985, 1986, 1989, 1993, 1998, 2002, 2009, 2015, 2017
- Володар Суперкубка Кот-д'Івуару (12): 1977, 1979, 1981, 1982, 1986, 1987, 1988, 1989, 1991, 1993, 2003, 2015
- Володар Кубка володарів кубків КАФ (2): 1992, 1999
- Володар Суперкубка КАФ: 1992